# Disney Star
JioStar, registrada como Star India Private Limited, é uma joint venture e conglomerado de mídia indiana. Embora a Reliance Industries possua 16,34% da joint venture, enquanto a Viacom18 detém 46,82% e a Disney India 36,84%, a JV é controlada pela Reliance Industries. Em novembro de 2024, os ativos da Viacom18 se fundiram com a Disney Star para formar a JioStar. É a maior rede de televisão e entretenimento da Índia. Opera mais de 100 canais de TV e possui duas grandes plataformas de streaming, Disney+ Hotstar e JioCinema.

## História

### Fundação
A Star TV (Satellite Television Asian Region) foi fundada em 1990, como uma joint venture entre a Hutchison Whampoa e Li Ka-Shing. Lançada como um canal de entretenimento pan-asiático em inglês, para o público asiático.

### Anos 1990
Em 1992, Rupert Murdoch's, da News Corporation comprou 63,6% da Star India, por 525 milhões milhões de dólares, seguida pela compra dos 36,4% restantes em 1 de janeiro de 1993, o local de transmissões da Star ficaram nas antigas instalações da Rupert Murdoch's Fox Broadcasting.
Entre 1994 e 1998, a Star India foi lançada, posteriormente lançou o Star Movies, Channel V e Star News, este último incluía conteúdos da NDTV India, em sua progamação.

### Anos 2000
Em 2001, a Star India adquiriu a TV Vijay, sediada no sul da Índia. Em 2003, o acordo da Star India com a NDTV termina e a Star News torna-se um canal voltado ao jornalismo 24 horas por dia, e entra em uma joint venture com o Grupo Anand Bazar Patrika para ficar de acordo com as regras estabelecidas pelo Governo da Índia para canais sobre notícias, em 2012, a joint venture dissolve-se. Após a cisão, o canal foi renomeado para ABP News e é controlado pela Anandabazar Patrika Group.
Em 2004, a Star One é lançada, e em 2008, a Star Jalsha e Star Pravah são lançados. Em 2009, a Star India adquiriu a Trivandrum, um conglomerado de mídia da Asianet Communications Limited sediado na Índia. Em agosto de 2009, o Grupo Star reestruturou seus negócios de transmissão na Ásia em três unidades; Star India, Star, e Fox International Channels Asia. A 21st Century Fox lançou em 2008, um estúdio de produção e distribuição de filmes na Índia através da Fox Star Studios no país.

### Anos 2010–presente
Em 2012, a Star India adquiriu os direitos da BCCI entre 2012 a 2018, também foram renomeados vários canais da empresa. Em 2015, a Star India lançou seu serviço de vídeo sob demanda, o Hotstar. No mesmo ano, adquiri a Maa Television Pvt. Ltd para aumentar sua presença nos mercados de língua telugu, pois a Star não tinha nenhuma presença no mercado. Em 14 de dezembro de 2017, a The Walt Disney Company anunciou a aquisição da 21st Century Fox, que incluía a Star India e todos os seus negócios.
Em 13 de dezembro de 2018, a Disney anunciou que Uday Shankar, que atua como presidente da Star India, irá dirigir os negócios da Disney no mercado asiático e se tornará o novo presidente da Disney India, que tornou-se uma subsidiária integral da The Walt Disney Company.

## Divisões
- Star Media Networks
  - Star Sports
  - Star Media Networks South
    - Asianet Star Communications
    - Star Maa Network
- Star Studios
- Novi Digital Entertainment
  - Disney+ Hotstar
- Mashal Sports (74%) 
  - Pro Kabaddi league
- Indian Super League (40%)[22]

## Canais
| Canal                       | Língua(s)                     |
| --------------------------- | ----------------------------- |
| Asianet                     | Malaiala                      |
| Asianet Plus                | Malaiala                      |
| Asianet Movies              | Malaiala                      |
| Bindass                     | Hindi                         |
| Disney Channel              | Inglês, hindi, tâmil e telugo |
| Disney International HD     | Inglês                        |
| Disney Junior               | Inglês, hindi, tâmil e telugo |
| Fox Life                    | Inglês, hindi, tâmil e telugo |
| Hungama TV                  | Hindi, tâmil e telugo         |
| Super Hungama               | Inglês, hindi, tâmil e telugo |
| National Geographic Channel | Inglês, hindi, tâmil e telugo |
| Nat Geo Wild                | Inglês, hindi, tâmil e telugo |
| Star Bharat                 | Hindi                         |
| Star Gold                   | Hindi                         |
| Star Gold 2                 | Hindi                         |
| Star Gold Select            | Hindi                         |
| UTV Action                  | Hindi                         |
| UTV Movies                  | Hindi                         |
| UTV HD                      | Hindi                         |
| Star Jalsha                 | Bengali                       |
| Star Jalsha Movies          | Bengali                       |
| Star Kirano                 | Oriá                          |
| Star Maa                    | Telugo                        |
| Star Maa Movies             | Telugo                        |
| Star Maa Gold               | Telugo                        |
| Star Maa Music              | Telugo                        |
| Star Movies                 | Inglês                        |
| Star Movies Select          | Inglês                        |
| Star Pravah                 | Marata                        |
| Star Plus                   | Hindi                         |
| Star Sports 1               | Inglês                        |
| Star Sports 2               | Inglês                        |
| Star Sports 3               | Hindi e malaiala              |
| Star Sports Select 1        | Inglês                        |
| Star Sports Select 2        | Inglês                        |
| Star Sports 1 Hindi         | Hindi                         |
| Star Sports 1 Tâmil         | Tâmil                         |
| Star Sports 1 Telugo        | Telugo                        |
| Star Sports 1 Kannada       | Canarim                       |
| Star Sports 1 Bangla        | Bengali                       |
| Star Sports 1 Marathi       | Marata                        |
| Star Sports First           | Hindi                         |
| Star Suvarna                | Canarim                       |
| Star Suvarna Plus           | Canarim                       |
| Star Utsav                  | Hindi                         |
| Star Utsav Movies           | Hindi                         |
| Star Vijay                  | Tâmil                         |
| Star Vijay Music            | Tâmil                         |
| Star Vijay Super            | Tâmil                         |
| Star World                  | Inglês                        |
| Star World Premiere         | Inglês                        |
| Star Life                   | Inglês, espanhol e português  |
| Utsav Bharat                | Hindi                         |
| Utsav Gold                  | Hindi                         |
| Utsav Plus                  | Hindi                         |

| Canal              | Língua(s)                     |
| ------------------ | ----------------------------- |
| Star One           | Hindi                         |
| Life OK            | Hindi                         |
| Movies OK          | Hindi                         |
| Star Movies Action | Inglês                        |
| FX                 | Inglês                        |
| Fox Crime          | Hindi e inglês                |
| Star Sports 4      | Inglês                        |
| Star News          | Hindi                         |
| Star Majha         | Marata                        |
| Star Ananda        | Bengali                       |
| Channel V          | Hindi                         |
| Nat Geo People     | Inglês                        |
| Nat Geo Music      | Inglês                        |
| Baby TV            | Inglês                        |
| Marvel HQ          | Inglês, Hindi, Tâmil e Telugo |